# Believer (canción de Imagine Dragons)
«Believer» (en español: «Creyente») es una canción de la banda estadounidense de pop rock Imagine Dragons. Fue lanzada el 1 de febrero de 2017 por medio de KIDinaKORNER e Interscope Records, como el sencillo principal del tercer álbum de estudio de la agrupación, «Evolve». Fue escrita por los intérpretes y el dúo de productores suecos Mattman & Robin.

## Antecedentes
El 24 de enero de 2017, la banda comenzó a publicar una serie de mini-videos, con una duración promedio de 10 segundos; los cortos presentaban al cantante Dan Reynolds dibujando una especie de imágenes de inspiración surrealista. El Código Morse estaba presente en los videos, y su traducción literal decía "objetos del mismo color".

## Composición
Dan Reynolds habló por primera vez de la canción en una entrevista vía Radio.com:

«Para mí, «Believer» es la primera canción que he escrito en mi carrera que podría dar un paso atrás y decir, eso es sólo Imagine Dragons, que viene de un lugar que es realmente auténtico para nosotros, es muy percusivo, tiene las cualidades urbanas a las que siempre me he aferrado, pero también suena extraño y algo grandioso.»

## Video musical
El videoclip fue estrenado el 7 de marzo de 2017, y cuenta con el actor sueco Dolph Lundgren. Fue dirigido por Matt Eastin.

## Presentaciones en vivo
La primera presentación en televisión de «Believer» fue el 22 de marzo de 2017, en el late night show de ABC, Jimmy Kimmel Live!.

## Uso en otros medios
«Believer» fue utilizada para el anuncio de la consola Nintendo Switch en el Super Bowl LI. La canción también se usó en un tributo en video de Bleacher Report al NBA Slam Dunk Contest. El competidor de Dancing with the Stars, Bonner Bolton y su pareja Sharna Burgess, interpretaron la canción durante la emisión del programa del día el 8 de mayo de 2017.
«Believer» también fue utilizada durante el capítulo final de la primera temporada de Riverdale, así como en el documental WWE 24: Finn Bálor. También se utilizó en el tráiler de Asesinato en el Orient Express y fue utilizada por la tienda por departamentos chilena Falabella para campañas publicitarias en Chile, Argentina y Perú.
La canción también fue utilizada por la IndyCar Series para mostrar los momentos más importantes de la edición 101° de las 500 Millas de Indianápolis, en donde el ganador fue el japonés Takuma Satō. En 2019, es utilizada por la empresa de telefonía móvil Tigo en Latinoamérica.

## Lista de sencillos
| Believer: Descarga digital |            |                 |          |  |
| N.º                        | Título     | Artista(s)      | Duración |  |
| 1.                         | «Believer» | Imagine Dragons | 3:24     |  |

## Créditos
Adaptado del booklet de «Evolve».
Believer
- Interpretado por Imagine Dragons.
- Escrito por Dan Reynolds, Wayne Sermon, Ben McKee, Daniel Platzman, Robin Fredriksson, Mattias Larsson, Justin Tranter.
- Producido por Mattman & Robin para Wolf Cousins Productions.
- Publicado por Imagine Dragons Publishing (BMI) / Universal/KIDinaKORNER, Ma-Jay Publishing/Wolf Cousins/Warner Chappell Music Scandinavia (STIM), Justin’s School for Girls (BMI) WARNER-TAMERLANE PUBLISHING CORP.
- Grabado en “Wolf Cousins Studios” (Estocolmo, Suecia) y “Ragged Insomnia Studio” (Las Vegas, Nevada).
- Ingeniería por Mattman & Robin.
- Mezclado por Serban Ghenea.
- Ingeniería de Mezcla por John Hanes.
- Mezclado en “MixStar Studios” (Virginia Beach, VA).
- Masterizado por Tom Coyne en “Sterling Sound” (Nueva York).

℗ 2017 KIDinaKORNER/Interscope Records
Imagine Dragons
- Dan Reynolds: Voz.
- Wayne Sermon: Guitarra.
- Ben McKee: Bajo.
- Daniel Platzman: Batería.

## Rendimiento en listas
«Believer» llegó a la cima de los conteos de éxitos musicales Billboard Hot Rock Songs, Rock Airplay, Rock Streaming Songs,  Rock Digital Sale Songs, Alternative Songs y Top TV Commercials Charts. También llegó al primer puesto de la lista canadiense Alternative Rock Chart.

## Listas de Popularidad
| Alemania        | Official German Charts  | 23 |
| Australia       | ARIA Top 100 Singles    | 33 |
| Austria         | Ö3 Austria Top 40       | 3  |
| Bélgica (Fl)    | Ultratop                | 38 |
| Bélgica (W)     | Ultratop                | 20 |
| Canadá          | Canadian Hot 100        | 7  |
| Escocia         | Scottish Singles Chart  | 19 |
| Eslovaquia      | Singles Digital Top 100 | 6  |
| España          | PROMUSICAE              | 55 |
| Estados Unidos  | Billboard Hot 100       | 4  |
| Estados Unidos  | Pop Songs               | 12 |
| Estados Unidos  | Adult Pop Songs         | 2  |
| Estados Unidos  | Alternative Songs       | 1  |
| Estados Unidos  | Rock Songs              | 16 |
| Francia         | SNEP                    | 19 |
| Hungría         | Single Top 40           | 9  |
| Irlanda         | IRMA                    | 33 |
| Italia          | FIMI                    | 5  |
| Noruega         | VG-lista                | 13 |
| Nueva Zelanda   | NZ Top 40 Singles Chart | 21 |
| Países Bajos    | Dutch Top 40            | 40 |
| Polonia         | Polish Airplay Top 100  | 5  |
| Portugal        | AFP                     | 10 |
| Reino Unido     | UK Singles Chart        | 42 |
| República Checa | Singles Digitál Top 100 | 4  |
| Rusia           | Tophit                  | 20 |
| Suecia          | Sverigetopplistan       | 22 |
| Suiza           | Schweizer Hitparade     | 6  |

## Certificaciones
| País           | Organismo certificador | Certificación | Ventas certificadas | Ref.   |
| -------------- | ---------------------- | ------------- | ------------------- | ------ |
| Alemania       | BVMI                   | Platino       | 400 000             | [ 50 ] |
| Australia      | ARIA                   | Platino       | 70 000              | [ 51 ] |
| Austria        | IFPI — Austria         | Platino       | 30 000              | [ 52 ] |
| Bélgica        | BEA                    | Platino       | 20 000              | [ 53 ] |
| Canadá         | Music Canada           | 7× Platino    | 480 000             | [ 54 ] |
| Dinamarca      | IFPI — Dinamarca       | Oro           | 30 000              | [ 55 ] |
| España         | PROMUSICAE             | Platino       | 40 000              | [ 56 ] |
| Estados Unidos | RIAA                   | Diamante      | 10 000 000          | [ 57 ] |
| Francia        | SNEP                   | Diamante      | 250 000             | [ 58 ] |
| Italia         | FIMI                   | 4× Platino    | 200 000             | [ 59 ] |
| Noruega        | IFPI — Noruega         | 3× Platino    | 30 000              | [ 60 ] |
| Nueva Zelanda  | RMNZ                   | Platino       | 15 000              | [ 61 ] |
| Portugal       | AFP                    | Platino       | 10 000              | [ 62 ] |
| Reino Unido    | BPI                    | Oro           | 400 000             | [ 63 ] |
| Suecia         | IFPI — Suecia          | 2× Platino    | 80 000              | [ 64 ] |

## Historial de lanzamientos
| Región        | Fecha                | Formato          | Discográfica                    | Referencia |
| ------------- | -------------------- | ---------------- | ------------------------------- | ---------- |
| Todo el mundo | 31 de enero de 2017  | Descarga digital | KIDinaKORNER Interscope Records | [ 65 ]     |
| México        | 1 de febrero de 2017 | Descarga digital | KIDinaKORNER Interscope Records | [ 66 ]     |